# Klawiatura (skała)

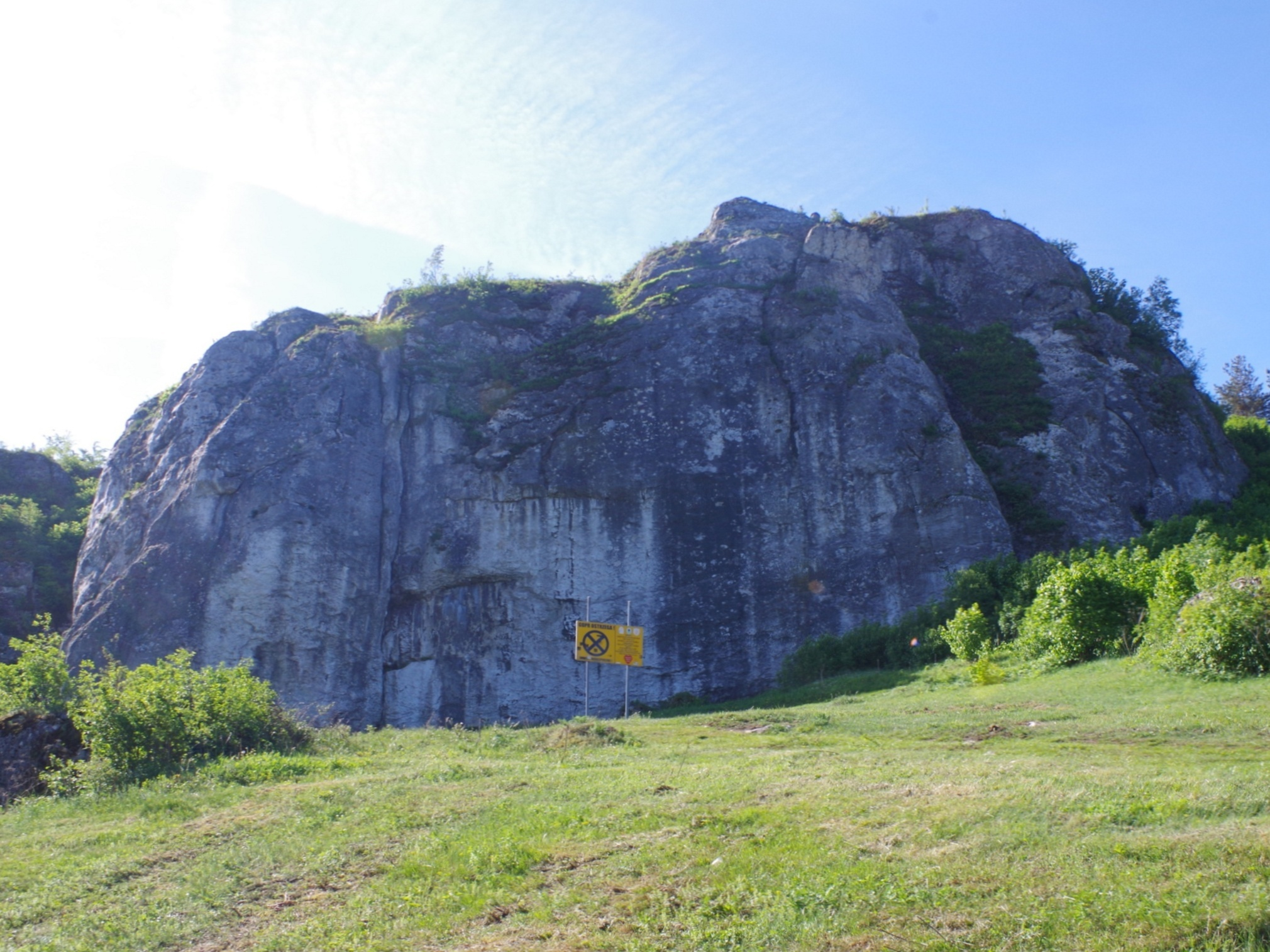
Klawiatura

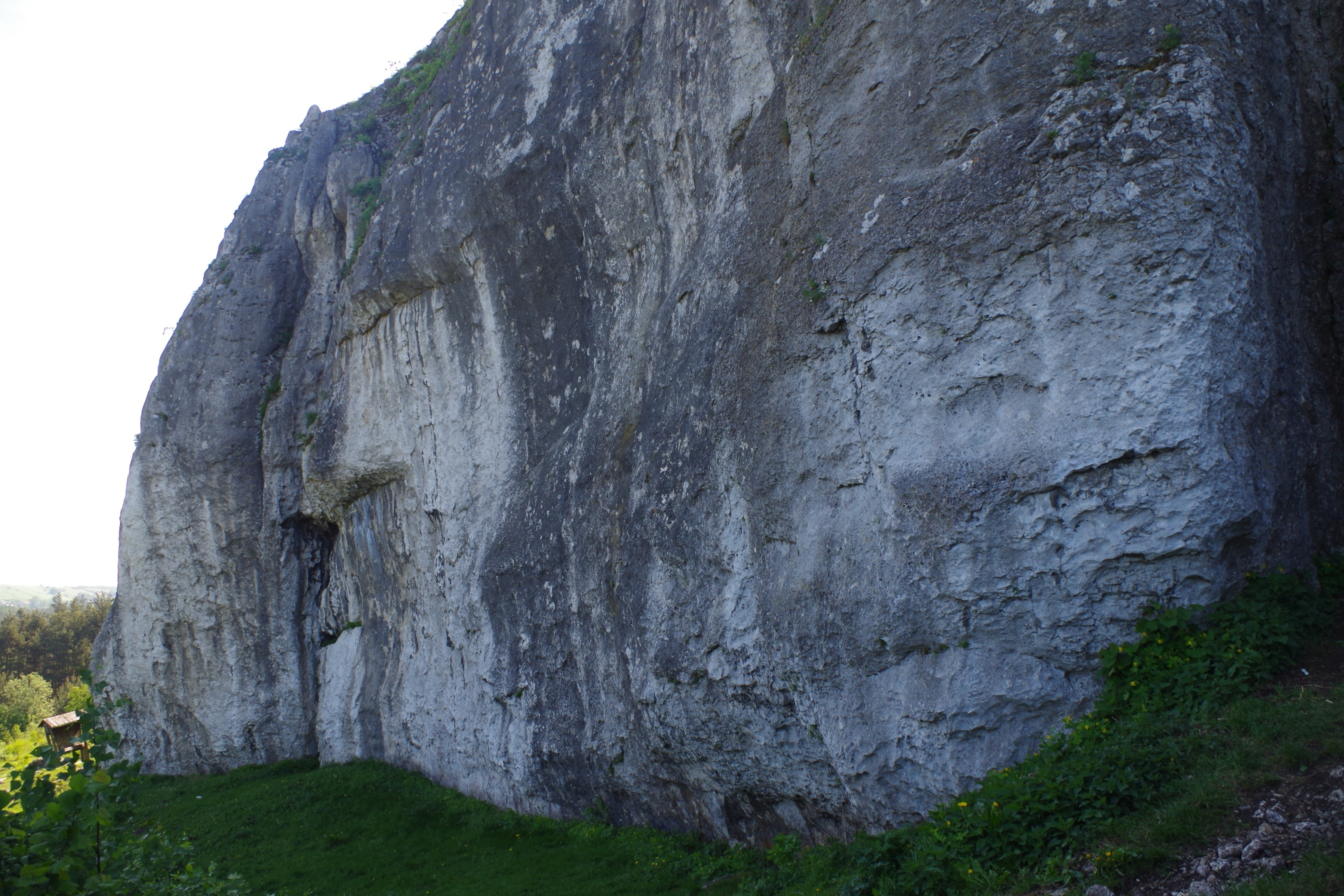
Ściana Klawiatury

Klawiatura – skała na Wyżynie Częstochowskiej w miejscowości Mirów, w gminie Niegowa, w powiecie myszkowskim, województwie śląskim. Jest jedną z Mirowskich Skał. Znajduje się w grupie razem ze Skałą z Grotą i Skrzypcami.
Zbudowana z wapieni skała ma wysokość 10–20 m i znajduje się na terenie otwartym. Ma pionową ścianę o wystawie zachodniej i filar.

## Drogi wspinaczkowe
Jest 14 dróg wspinaczkowych o trudności od IV do VI.5 w skali Kurtyki. Wszystkie mają zamontowane stałe punkty asekuracyjne: ringi (r) i stanowisko zjazdowe.

Klawiatura
1. Filar Klawiatury wprost; 6r + st, 20 m
2. Tańcowały dwa Michały; 6r + st, VI.3, 20 m
3. Osobliwe R4; 5r + st, VI.5, 20 m
4. Niemiecka drabina; 2st, V+, 18 m
5. Niemiecka drabina wprost; 2ST VI+, 18 m
6. Ferdydurke; 6r + st, VI.2+, 18 m

Klawiatura II
1. Finezja Kafara; 10r + st, VI.5, 20 m
2. Finezyjne finezje; 9r + st, VI.4, 20 m
3. Monolityczne wizje; 8r + st, VI.4+/5, 20 m
4. Nitówka; 8r + ST VI.3+, 20 m
5. Droga Waldka; 9r + st, VI.2, 20 m
6. Zachodni filarek; 8r + st, VI, 20 m
7. Mirowskie marudy; 8r + st, VI.2, 20 m
8. Gibki jak Puma; 8r + st, IV+, 20 m[2].